# Hermenegildo Guterres
Hermenegildo Guterres (um 842 – nach Mai 912), auch Ermígio bzw. Mendo Guterres oder Hermenegildo Gutiérrez genannt, war ein in der Grafschaft Portucale und in Galicien reich begüterter Angehöriger des Hochadels. Er übte höchste Ämter am Hof von König Alfonso III. von Asturien aus und erscheint in Urkunden auch als Conde (Graf) von Tui  und Portucale. Als Graf von Coimbra war er für die Eingliederung der bis zum südlichen Grenzfluss Mondego neu unterworfenen Gebiete der Region Beira in das Königreich Asturien verantwortlich.

## Historische Einordnung
Die Zeit ab der Mitte des 9. Jahrhunderts ist eine Zeit vieler militärischer Auseinandersetzungen zwischen Christen und Muslimen im Nordwesten der Iberischen Halbinsel. Unter Ordoño I., König von Asturien (bis 866), dringen seine Truppen erstmals bis León, Astorga, Amaya und Tui sowie bis zu den Grenzen von Galicien vor. Diese Orte lässt er besiedeln und befestigen. Im Osten erfolgt die Expansion bis Álava, die Rioja und den Norden von Burgos. Sein Sohn, König Alfonso III., „der Große“ (bis 910), setzt diese Politik fort, dehnt das Königreich Asturien deutlich nach Süden bis nach Coimbra und Zamora aus und verlegte die Hauptstadt des Reiches von Oviedo nach León. Diese Prozesse wurden von z. T. gewaltsamen Autonomiebestrebungen des lokalen Adels und von einer mozarabischen Emigration aus dem muslimischen Süden nach Norden begleitet. Das Land lebte von Ackerbau und Viehzucht. Das städtische und kommerzielle Leben war gering. Es wurden keine eigenen Münzen geprägt, sondern entweder Tauschhandel betrieben oder hauptsächlich arabische, aber auch römische und westgotische bzw. suebische Münzen verwendet.
Das Emirat von Córdoba hatte in der zweiten Hälfte des 9. Jahrhunderts mit zunehmenden Rebellionen gegen die zentrale Herrschaft des Emirs in Córdoba zu kämpfen. In diesen von lokalen Interessen geprägten Aufständen, deutete sich bereits das spätere Entstehen der Taifareiche in Al-Andalus an. Gerade in dieser Zeit kommt es aber auch zu einer Vielzahl von Allianzen zwischen Christen und Muslimen.
Gegen Plünderungszüge der Wikinger müssen sich zwischen 859 und 862 sowohl Christen als auch Muslime verteidigen. Ihre Plünderungszüge führten die Wikinger bis an die afrikanische Küste. Auf dem Rückweg gelang es ihnen den König von Pamplona, García Íñiguez, gefangen zu nehmen. Sie zwangen ihn, ein immenses Lösegeld in Höhe von 90.000 Golddinaren zu zahlen und ihnen einige seiner Söhne als Geiseln auszuliefern. Danach wandten sich die in den Kämpfen stark dezimierten Wikinger französischen und italienischen Küsten zu.
In diesen auf der Iberischen Halbinsel sehr unruhigen Zeiten etablierte sich während der Regierungszeit Alfons III. in unmittelbarer Nähe des Douro und in der Region Coimbra ein Hochadel, dessen Oberhäupter auch die wichtigsten Initiatoren des Repovoamento waren.
Einer der wichtigsten und einflussreichsten Männer dieses Hochadels war Hermenegildo Guterres. Sein Leben ist besonders durch die Arbeiten des spanischen Mittelalterhistorikers Emilio Sáez Sánchez umfangreich erforscht worden.

## Herkunft
Hermenegildo Guterres war der Sohn des asturischen Grafen Guterre Ermegildes (810–875), und von Elvira Anzures, die aus der Familie von Gatón de León, u. a. Conde von Bierzo, stammte. Gatón de León war wahrscheinlich der Bruder von Ordoño I., des von 850 bis 866 regierenden Königs von Asturien.
Nachgewiesen sind zumindest zwei Brüder von Hermenegildo. Graf Aloito (Alvito) Guterres, der Argilo, eine Tochter der Grafen Alvito und Paterna heiratete. Aus der Ehe von Aloito und Argilo entstammten u. a. Gundesindo, ein späterer Bischof von Santiago de Compostela, und Guterre, der Audivia, die Tochter des Eroberers von Portucale, Vímara Peres, heiratete.
Sein anderer Bruder war Graf Ossório Guterres, der Vater des Grafen Guterre Ossores, der seine Cousine ersten Grades, Aldonça Mendes, die Tochter des Grafen Hermenegildo Guterres, heiratete.

## Leben und Wirken
Hermenegildo Guterres war einer der engsten Vertrauten des Königs Alfonso III. von Asturien. In der zweiten Hälfte des 9. Jahrhunderts unterzeichnete Hermenegildo mindestens sieben Urkunden, die heute in Form von Abschriften in der Kirche von Santiago de Compostela zu finden sind. Es sind königliche Urkunden, die zwischen 869 und 912 während der Regierungszeit von Alfonso III. und Ordoño II. erstellt wurden.
Wahrscheinlich entwickelten sich die engen persönlichen Beziehungen zwischen Hermenegildo Guterres und  König Alfonso III., der die inneren Zwistigkeiten der Muslime nutzt, um erhebliche Territorien seiner Herrschaft zu unterwerfen, schon vor dessen Thronbesteigung im Jahr 866. Tatsache ist, dass Hermenegildo Guterres bereits drei Jahre nach Alfonsos Thronbesteigung am Hof des jungen Königs wichtige Ämter ausübte. Am 15. April 869 bestätigte er die königliche Schenkung der Kirche Santa Maria de Tinhana in Oviedo.  Jahre später, im Jahr 878, trat er in Astorga zusammen mit seinem Schwiegervater, dem Grafen Gatón, als Richter in einem Rechtsstreit vor Alfons III. und einem Bischof Mauro auf, bei dem es um Besitzrechte ging.
In der zweiten Hälfte des 9. Jahrhunderts fand durch eine Reihe militärischer Aktionen galicischer und asturischer Grafen die Eroberung und Wiederbesiedlung des Gebietes um die alte Hauptstadt der Sueben, Braga, und großer Gebiete südlich des Douro statt. Wichtige Presúrias erfolgten zuerst, noch unter der Herrschaft Ordonho I. im unteren Minho-Tal. Später, bereits unter der Herrschaft von Afonso III., drang man in Richtung des Douro-Tals vor und trieb die Südwestgrenze des Königreichs Asturien bis ins Tal des unteren Mondego voran.
Als Teil dieser militärischen Aktionen erfolgte 878 die Presúria von Coimbra unter dem Befehl von Hermenegildo Guterres, der dann als Conde der Grafschaft von Coimbra die Herrschaft über dieses Gebiet ausübt (Chronicon Laurbanense: „Era DCCCCXVIª  prendita est Conimbria ad Ermenegildo Comite“).
Graf Hermenegildo wurde zum ersten Grafen eines Territoriums ernannt, dessen Grenzen ungefähr zwischen den Flüssen Douro und Mondego lagen. Dieser Grafentitel unterschied sich deutlich von dem des bisherigen „christlichen Grafen von Coimbra“, da letzterer bis 878 nur das weltliche Oberhaupt der unter muslimischer Herrschaft in und um Coimbra lebenden christlichen Bevölkerung bezeichnete.
Die „neuen“ Grafen repräsentierten die Autorität der Könige von Asturien in ihren jeweiligen Gebieten zwischen den Flüssen Minho und Mondego, wobei der Douro die beiden Grafschaften Portucale und Coimbra trennte. Die Grafen waren die Oberhäupter einer Gruppe von Verwandten aus dem Hochadel, die große Teile der politischen, administrativen und juristischen Funktionen ausübten und kontrollierten. Auf dieser Herrschaft basiert auch der Einfluss der Grafen am Königshof von Asturien. Wobei viele Grafen, so z. B. die Condes von Portucale oder Kastilien, Positionen einer fast souveränen Autonomie im Gefüge des Königreiches von Asturien erlangten.
Eine wichtige Rolle bei der Entwicklung der neu besetzten Territorien spielten die Klöster als kulturelle und religiöse, aber auch wirtschaftliche Zentren. Die Gründung des Klosters von Lorvão wird daher im Zusammenhang mit der Presúria von Coimbra als wahrscheinlich angesehen, zumal aus der Familie Hermenegildo Guterres’ eine Reihe wichtiger späterer Schutzherren des Klosters stammen.
Im Jahr 883 bezeugte er erneut eine königliche Urkunde, diesmal bereits als Mayordomo (Hausmeier) des königlichen Hofes, d. h. als Verantwortlicher für die Sicherheit und die Abläufe im Palast des Königs.
Vom Adel in Galicien und Portucale gingen in den letzten Jahrzehnten des 9. Jahrhunderts immer wieder Aufstände gegen die asturische Vorherrschaft unter Alfonso III. aus, was die unerschütterliche Loyalität des Grafen Hermenegildo noch mehr unterstreicht. Während seiner Regierungszeit erhoben sich in Galicien eine Reihe Adliger mit ihrem Gefolge gegen König Alfonso III.: Fruela Vermúdez (866), Graf Flacidio (um 875), Hermenegildo Pérez und seine Frau Iberia (um 886) und schließlich 887–888 Graf Witiza. Im Namen des Königs schlug Hermenegildo, dem es gelang, den königstreuen Adel an sich zu binden, die Rebellion in Galicien und El Bierzo des Conde Witiza von Galicien mit königlichen und seinen eigenen Truppen nieder. Diese Rebellion muss sehr gefährlich für den König gewesen sein, denn der Monarch versprach dem Grafen und dessen Nachkommen, im Falle eines Erfolges alle Besitztümer des abtrünnigen Rebellen vollständig in deren Besitz zu überführen. Erst nach sieben Jahren gelang es Hermenegildo Guterres Witiza als Gefangenen nach Oviedo zu bringen, wo dieser  vor Gericht gestellt wurde und seine Tage im Gefängnis beendete. Alfonso III. hielt sein Versprechen, und Hermenegildo erhielt die angebotenen Güter, die beträchtlich gewesen sein müssen. Das Ende der letzten Rebellen und damit der endgültige Sieg von Hermenegildo Guterres kann auf etwa 895 oder kurz davor datiert werden.
Mit diesem Sieg wuchsen Macht und Reichtum des Grafen und seiner Familie weiter. So wird Hermenegildo Guterres in Urkunden zwischen 895 und 899 auch als Graf von Tui und Portucale erwähnt, ein Titel, der im Prinzip Lucídio Vimaranes, dem Sohn und Nachfolger des ersten Grafen von Portucale, Vímara Peres, zugestanden hätte. Es ist daher sehr wahrscheinlich, dass die Grafschaft Coimbra auf Kosten der Grafschaft von Portucale (mit Zentrum in Guimarães), um die Küstengebiete von Porto bis Tui erweitert wurde und dass Lucídio Vimaranes seinen Grafentitel behielt, aber in Guimarães, der von seinem Vater gegründeten Burg, lebte.
Sicher auch aufgrund seiner engen Beziehung zum König gelang es Hermenegildo Guterres, seine Tochter Elvira mit Ordoño, dem Sohn von Alfonso III. zu verheiraten und somit ein direktes Verwandtschaftsverhältnis mit der Königsfamilie zu begründen. Elvira schenkt  ihrem Ehemann 4 Söhne (drei davon werden König) und eine Tochter. Diese Heirat mit Ordoño II. muss, gegen Ende des 9. oder Anfang des 10. Jahrhunderts stattgefunden haben. Diese Verbindung steigerte das Ansehen der Familie von Hermenegildo Gutiérrez sowie ihre Macht und ihren Einfluss am Hof und in der gesamten galicisch-portugiesischen Region beträchtlich. Zwei der Söhne von Hermenegildo Guterres beherrschten sowohl weite Gebiete der Region südlich des Minho (Arias Mendes), als auch einen Teil Galiciens (Guterre Mendes). Beide sind häufig auch am königlichen Hof in León zu finden.
Am 30. Mai 912 erscheint Hermenegildo Guterres gemeinsam mit Ordoño II. zum letzten Mal in einer Urkunde. Er bestätigt mit seinem Namen die Schenkung einiger Leibeigener aus der galicischen Stadt Varna an Bischof Sisnando und die Kirche von Santiago de Compostela durch den König. Nach dem Tod des Grafen tritt sein Sohn Arias Mendes seine Nachfolge an.

## Familie
Zwischen 860 und 870 heiratete Hermenegildo Guterres Hermesinda bzw. Ermesenda Gatones, Tochter von Gatón, Graf von Bierzo, Graf in Astorga und von Egilona.
Graf Hermenegildo und Ermesenda waren die Eltern von mindestens sechs, in verschiedenen Urkunden nachgewiesener Kinder:
- Elvira Mendes (gest. September/Oktober 921); Sie war die erste Frau des Königs von León, Ordonho II., mit dem sie fünf Kinder hatte. Elviras Name erscheint fast ausnahmslos neben dem ihres Mannes in den zahlreichen Urkunden, die zwischen dem 20. April 911 und dem 8. September 921 von beiden oder nur vom König selbst ausgestellt wurden.[19]
- Arias Mendes (gest. vor 924); Alfons III. ernannte ihn zum Statthalter der Grafschaft Coimbra. Er heiratete Hermesinda Gondesendes, eine Enkelin von Ero Fernandes von Lugo. Das Paar hatte mindestens drei Kinder.
- Guterre Mendes (gest. um 933); Graf, der aufgrund einer Schenkung von König Alfons IV. von León mehrere Gebiete in Galicien regierte. Er heiratete mit Ilduara Eriz wie sein Bruder Arias eine Tochter von Ero Fernandes, Graf von Lugo. Sie hatten wahrscheinlich vier oder mehr Kinder.
- Gudilona Mendes (gest. vor 942); Sie heiratete Lucídio Vimaranes, den wahrscheinlichen Sohn des Presors von Porto, Vímara Peres. Sie hatten gemeinsam mindestens vier Söhne. Der portugiesische Historiker José Mattoso sieht ihre Abstammung von Hermegildo Guterres und seiner Frau als nicht gesichert an.
- Aldonça Mendes (gest. nach 942); Sie wird zum letzten Mal in einer Urkunde vom 26. September  942 genannt. Sie heiratete  ihren Cousin, den Grafen Guterre Ozores, einen Sohn von Ossório Guterres, Bruder von Hermenegildo. Das Paar waren die Eltern von Osorio Guterres, genannt der „Heilige Graf“, und von Ausenda Guterres, der ersten Frau ihres Cousins Ramiro II., König von León.
- Enderquina Mendes, genannt „Pala“ (gest. vor 947); Sie heiratete Gondesendo Eriz, einen Sohn von  Ero Fernandes, und heiratete damit wie ihre Brüder ein Mitglied der Familie des Grafen von Lugo. Das Paar hatte mindestens vier Kinder.